# Andres Oper
Andres Oper (Tallinn, 7 november 1977) is een Estse voetballer. Hij is de topscorer aller tijden van het Estisch voetbalelftal. Nadat Oper na 2013 een pauze van 4 jaar nam keerde hij terug in het professionele voetbal. Tegenwoordig maakt hij op ruim 43-jarige leeftijd zijn minuten bij het Estse Viimsi JK.

## Clubcarrière
Het begin
In 1994 begon Oper te voetballen bij FC Flora waar hij na een huurperiode bij JK Tervis Pärnu doorbrak. Toen hij 21 jaar oud was werd hij gescout door Arsenal. Er werd nooit een contract gesloten.
Aalborg BK
Op 2 juli 1999 kwamen de Deense Superligaclub Aalborg BK en FC Flora tot een transferovereenkomst. Oper verhuisde voor $1.000.000 naar Aalborg BK. Hij was had succes bij Aalborg, waar hij samen met landgenoot Indrek Zelinski in de aanval speelde.
Torpedo Moskou
Op 10 juli 2003 sloot Oper een contract met het Russische Torpedo Moskou. Hier had hij een mindere tijd en werd door Torpedo Moskou op de transferlijst gezet.
Roda JC
Op 31 augustus 2005 sloot Oper een 1-jarig contract met eredivisionist Roda JC, na een bod van Sunderland te hebben afgewezen. Hij werd op het allerlaatste moment gehaald, toen aanvaller Arouna Koné vertrok naar PSV Eindhoven. Oper scoorde zijn eerste goal in dienst van Roda JC op 1 oktober 2005, in de wedstrijd Roda JC-Vitesse (3-2). Op 28 mei 2006 werd zijn contract opengebroken en verlengd tot 30 juni 2008. In zijn tweede seizoen werd Oper clubtopscorer door 12 keer het net te treffen. Op 16 mei 2007 werd zijn contract opnieuw opengebrokenen verlengd, nu tot 30 juni 2009. Op 11 november 2007, in de thuiswedstrijd tegen FC Groningen, waarin hij overigens twee keer scoorde en twee assists op zijn naam schreef, raakte hij geblesseerd aan zijn achillespees. Hij speelde nog enkele maanden door, maar in februari van het jaar 2008 werd besloten dat Oper onder het mes moest. Hij was een aantal weken uitgeschakeld en maakte zijn rentree op 20 april 2008, in de wedstrijd tegen Feyenoord Rotterdam.
Cyprus
In het seizoen 2010/11 speelde Oper voor AEK Larnaca waarmee Europees voetbal behaald werd. Na een half jaar zonder club gezeten te hebben, tekende hij in januari 2012 bij Nea Salamis Famagusta. Eind 2013 vertrok hij uit Cyprus. Na een stop van ruim 4 jaar keerde Oper terug in zijn vaderland. Hij besloot op 39-jarige leeftijd om zijn voetbalcarrière weer op te pakken bij Viimski JK. Met die club promoveerde hij in 2021 vanuit de Esiliiga B naar de Esiliiga, het tweede niveau.

## Interlandcarrière
Oper speelde tot op heden 133 interlands voor zijn thuisland Estland, waarbij hij 36 keer scoorde. Op 17-jarige leeftijd maakte Oper zijn debuut voor het Estse nationale team, in de strijd om de Baltische Cup op 19 mei 1995, tegen Letland. Hij scoorde zijn eerste interlandgoal op 8 juni 1997, tegen Zweden, in de kwalificatie voor het WK van 1998. Hij is de topscorer aller tijden van het Estse team. Oper speelde zijn honderdste interland voor de nationale ploeg op 2 september 2006 in de EK-kwalificatiewedstrijd tegen Israël (0-1) in Tallinn.

## Erelijst

### Club
FC Flora Tallinn
- Meistriliiga

1994-95, 1997-98, 1998
- Beker van Estland

1995, 1998
- Estse Supercup

1998

### Nationale ploeg
Estland
- Zilveren Bal ("Hõbepall")

2001, 2005

### Individueel
- Estisch voetballer van het jaar

1999, 2002, 2005

## Clubstatistieken
| seizoen | club                     | land       | competitie   | duels | goals |
| ------- | ------------------------ | ---------- | ------------ | ----- | ----- |
| 1994/95 | FC Flora Tallinn         | Estland    | Meistriliiga | 1     | 0     |
| 1995/96 | FC Flora Tallinn         | Estland    | Meistriliiga | 9     | 2     |
| 1995/96 | JK Tervis Pärnu          | Estland    | Meistriliiga | 9     | 4     |
| 1996/97 | FC Flora Tallinn         | Estland    | Meistriliiga | 18    | 13    |
| 1997/98 | FC Flora Tallinn         | Estland    | Meistriliiga | 35    | 25    |
| 1998/99 | FC Flora Tallinn         | Estland    | Meistriliiga | 10    | 4     |
| 1999/00 | Aalborg BK               | Denemarken | SAS Ligaen   | 30    | 7     |
| 2000/01 | Aalborg BK               | Denemarken | SAS Ligaen   | 29    | 6     |
| 2001/02 | Aalborg BK               | Denemarken | SAS Ligaen   | 31    | 4     |
| 2002/03 | Aalborg BK               | Denemarken | SAS Ligaen   | 27    | 11    |
| 2003    | Torpedo Moskou           | Rusland    | Premjer-Liga | 14    | 3     |
| 2004    | Torpedo Moskou           | Rusland    | Premjer-Liga | 21    | 4     |
| 2005    | Torpedo Moskou           | Rusland    | Premjer-Liga | 15    | 1     |
| 2005/06 | Roda JC                  | Nederland  | Eredivisie   | 25    | 8     |
| 2006/07 | Roda JC                  | Nederland  | Eredivisie   | 32    | 11    |
| 2007/08 | Roda JC                  | Nederland  | Eredivisie   | 21    | 7     |
| 2008/09 | Roda JC                  | Nederland  | Eredivisie   | 26    | 6     |
| 2009/10 | Shanghai Shenhua         | China      | Super League | 6     | 0     |
| 2009/10 | ADO Den Haag             | Nederland  | Eredivisie   | 12    | 1     |
| 2010/11 | AEK Larnaca              | Cyprus     | A Divizion   | 21    | 3     |
| 2011/12 | Nea Salamis Famagusta FC | Cyprus     | A Divizion   | 1     | 0     |
| Totaal  | Totaal                   | Totaal     | Totaal       | 401   | 123   |

bijgewerkt t/m 08 februari 2012